# 荍坝镇
荍坝镇，原为荍坝乡（“荍”音qiáo），是中华人民共和国四川省乐山市马边彝族自治县下辖的一个乡镇级行政单位。2020年5月，撤销老河坝乡、荍坝乡，设立荍坝镇，以原老河坝乡和原荍坝乡石丈空村、双河村、茶叶村、会步村、龙桥村、东升村、水平溪村、金华村所属行政区域为荍坝镇的行政区域。原荍坝乡春林村为建设镇的行政区域。

## 行政区划
荍坝镇下辖以下地区：
石丈空村、双河村、茶叶村、会步村、龙桥村、东升村、水平溪村、金华村和春林村。